# Hans Dieter Meyer (Historiker)

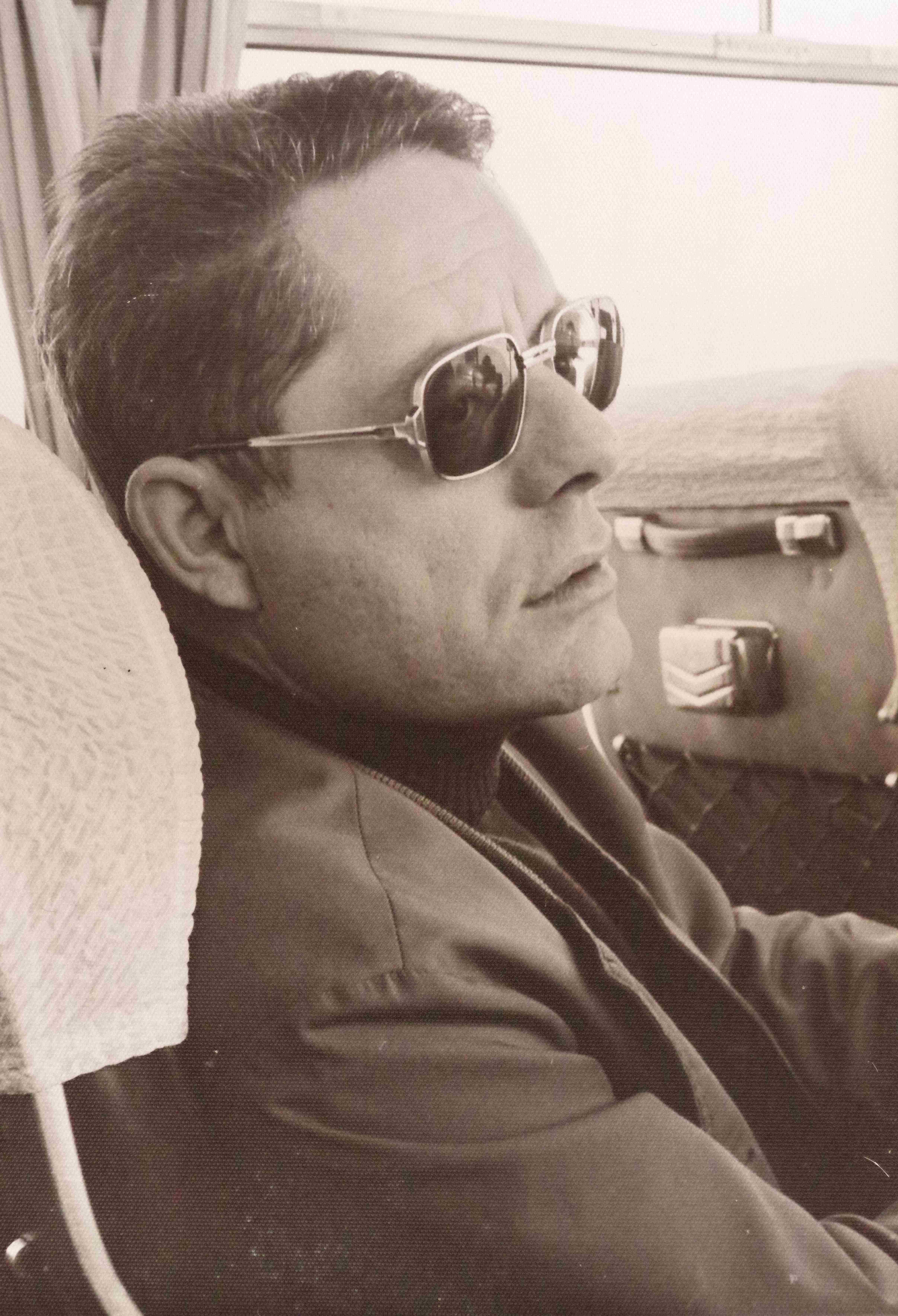
Hans Dieter Meyer

Hans Dieter Meyer (* 17. August 1929 in Wuppertal; † 10. Dezember 2019 in Terneuzen), als Autorenname auch Hans D. Meyer, war ein deutscher Althistoriker. Er wirkte ab 1965 als ordentlicher Professor für Alte Geschichte an der Technischen Hochschule Aachen.

## Leben
Hans D. Meyer, Sohn von Ottolie Meyer, geborene Hommel, und Emil Meyer, wurde 1957 an der Universität zu Köln mit der Arbeit Cicero und das Reich zum Doktor der Philosophie promoviert. 1960 folgte dort auch seine Habilitation mit der Schrift Die Außenpolitik des Augustus und die augusteische Dichtung und der Beginn seiner Lehrtätigkeit. 1965 wurde er auf den Lehrstuhl für Alte Geschichte an der TH Aachen berufen. Er war der erste Inhaber dieser Professur. 1984 schied Meyer aus gesundheitlichen Gründen vorzeitig von seiner Professur, 1985 folgte ihm Hartmut Galsterer nach.
Meyer befasste sich in seinen Qualifikationsschriften zunächst mit der Spätzeit der Römischen Republik und der frühen Kaiserzeit. Später folgten auch Forschungen zur klassischen Zeit Griechenlands. Zudem verfasste er diverse Artikel für das Lexikon der Alten Welt.

## Schriften (Auswahl)
- Cicero und das Reich. Dissertation, Köln 1957.
- Die Außenpolitik des Augustus und die Augusteische Dichtung (= Kölner historische Abhandlungen. Band 5). Böhlau, Köln/Graz 1961.
- Flandrensia. Untersuchungen zur Lokalgeschichte im mittelalterlichen Flandern. Selbstverlag, Kloosterzande 2001.